# Jylland

Jylland (Holstein inräknat)

Jylland (danska: Jylland, tyska: Jütland), tidigare även Jutland (se jutar), är en dansk-tysk halvö, förankrad i den europeiska kontinenten och som sträcker sig från floden Elbes mynning i söder till Limfjorden i norr.
Vanligen räknas även ett antal öar till Jylland, såsom den norr om Limfjorden belägna Vendsyssel-Thy, omfattande områdena Vendsyssel, Thy och Han Herred. Andra öar som tillhör Jylland är Mors, mitt i Limfjorden, Als i sydöst, Fanø och Rømø på västkusten samt de tyska öarna Sylt (danska: Sild), Föhr (danska:  Før) och Fehmarn (danska: Femern) samt några mindre öar. Dessa öar har mycket korta avstånd till fastlandet, (vanligen mindre än 1 km). På södra västkusten förekommer att öarna förankras med fastlandet vid tidvatten.
Den södra geografiska gränsen av jylländska halvön brukar (från väster mot öster) förklaras som gående rakt genom Holstein från Elbes mynning uppströms till Brokdorf och därifrån vidare rakt österut till floden Traves mynning strax norr om Lübeck (Travemünde). Andra förklaringar förekommer, men är ofta förväxlingar med historiska gränser mellan Danmark och tysktalande områden - eller mellan Schleswig (danska: Slesvig) och Holstein (danska: Holsten).
I Jylland finns bland annat de danska städerna Esbjerg, Fredericia, Herning, Holstebro, Horsens, Kolding, Randers, Silkeborg, Sønderborg, Vejle, Viborg, Åbenrå, Ålborg och Århus; samt de tyska städerna Flensburg, Husum, Kiel, Neumünster, Hamburg, Lübeck, Rendsburg och Schleswig. Den danska delen av Jylland har runt tre miljoner invånare och den tyska delen runt en miljon.

## Den dansk-tyska gränsens historia
Gränsen mellan Danmark och Tyskland (eller tyska områden före 1871) har flyttats åtskilliga gånger. År 811 bestämdes Eider som gräns mellan Danmark och Frankerriket. Vikingarna byggde från 700 Danevirke som gränsbefästning mot söder. Senare kom Jyllands sydligare del att få namnet Sønderjylland, Slesvig, resp. Schleswig. Schleswig/Sønderjylland blev från medeltiden ett danskt län, medan Holstein var tyskt län. Bägge hertigdömena regeras efter 1490 av den danska kungen i personalunion (i Holstein bara som hertig/vasall, i Schleswig också som konung/länsherre). Efter Wienkongressen 1814 och 1815 (avbruten av Napoleon I:s återkomst som fransk kejsare) fick Danmark Sachsen-Lauenburg i ersättning för Norge. Lauenburg införlivades aldrig, men tillhörde Danmark. Den statsrättsliga dansk-tyska gränsen gick fram till 1864 längs floden Ejderen, eftersom Slesvig var ett danskt län och Holstein ett tyskt län. Den danska helstatens sydliga gräns gick då strax väster om det självständiga Lübeck och ända ned till staden Altona, som nu är en stadsdel i Hamburg. Således gick gränsen söder om själva Jylland. Holstein var nästan helt tysktalande medan Slesvig i huvudsak var dansktalande. Bland den tysktalande befolkningen uppstod missnöje med att vara en dansk provins.
År 1848 slog Danmark dock framgångsrikt ned ett tyskt försök att flytta gränsen norrut. Men 1863 ville det danska nationalistiska partiet införliva Slesvig i själva Danmark och ge Holsten självständighet, det så kallade Ejderenprojektet uppkallat efter vattendraget som utgjorde gräns mellan Slesvig och Holsten. Preussen och det gamla Österrike-Ungern hävdade dock att Slesvig och Holsten var heligt förenade, ett svepskäl för att börja krig. Då Danmarks försvar byggde på att hålla Dybbøls skansar, och när dess vallgravar frös till is vintern 1864, valde danska hären att dra sig tillbaka. Detta ledde till att Preussen och Österrike-Ungern erövrade båda områdena och efter ett krig mellan dessa båda tidigare förbundna 1866, blev hela Schleswig-Holstein preussiskt område samt därefter tyskt efter Kejsardömet Tysklands bildande 1871. De 200 000 danskarna i Schleswig kom under den preussiska staten, och männen i vapenför ålder tvingas kriga för Tyskland i första världskriget.
Efter krigsslutet hölls våren 1920 två folkomröstningar, folkomröstningen om Slesvig, först i norra Schlesvig, vilken gick till Danmarks fördel med stort övertag. Men i mellersta Schleswig vann Tyskland folkomröstningen. Danmark gjorde likväl krav på staden Flensburg (danska: Flensborg), där den övervägande massan varit dansktalande år 1864. De danska invändningarna hjälpte dock inte, men Nordslesvig (numera vanligen benämnt Sønderjylland, lite geografiskt tveksamt) återgick till Danmark i juli 1920, då kung Kristian X red över den tidigare gränsen i Taps, på den gamla landsvägen mellan Kolding och  Christiansfeld.
Den 9 april 1940 besatte Tyskland på några få timmar hela Danmark, men Hitler avstod ovanligt nog att åter införliva Nordslesvig. Försommaren 1945, strax efter det andra världskrigets slut, erbjöds Danmark av den brittiska ockupationsmakten  att få överta södra Schleswig, men bara under förutsättning att Danmark tog hand om ett par hundra tusen tyska civila flyktingar. Detta fick den nya danska regeringen att tacka nej. Idag bor fortfarande runt 50 000 dansktalande i Sydslesvig,  varav drygt hälften i staden Flensburg, där bland annat den danskspråkiga dagstidningen Flensborg Avis utkommer.

## Den jutska halvön
Jyllands historiska sydgräns går vid Eider, men det råder oenighet om huruvida Sydslesvig ska räknas till Jylland i dag. Söder om Ejderen ligger Holsten, som geografiskt ligger på den jutska halvön men inte har varit en historisk del av Jylland. Den jutska halvön har ingen fast sydgräns men går längst ned till Elbe eller till punkten där halvön viker sig inåt (en linje från Elbes mynning till Lübeck). Den kallas också för cimbriska halvön, Jylland-Holsten eller Jylland-Slesvig-Holsten.
Efter tysk nationell uppfattning - i alla fall i folkomröstningen om Slesvig år 1920 - började Jylland först norr om Kongeåen. Schleswig/Sønderjylland och Holsten räknades inte till Jylland. Tysk historieskrivning kalkylerar ofta med att det sydjutska området var bebott av angler under forntiden, i motsättning till jutar längre norrut, men detta är osäkert.
Jyllands yta är i princip lika stort som det svenska landskapet Dalarna.

## Indelning
Historiskt sett indelas Jylland i Sønderjylland eller Schleswig, det vill säga området mellan Eider och Kongeån, och Nørrejylland, området norr om Kongeåen. Nørrejylland är alltså ett annat begrepp än Nordjylland. Nørrejylland var en del av kungariket Danmark, men Sønderjylland var från medeltiden ett hertigdöme och ett danskt län.
Namnet Sønderjylland brukas dels om hela Slesvig, också det tyska Sydslesvig, dels om Nordslesvig. Sønderjylland räknas som regel inte med till Sydjylland, men i stället finns begreppet Syd- och Sønderjylland som ett samlingsnamn för de tidigare Sønderjyllands, Ribe och Vejle amt.
Nørrejylland indelas traditionellt i Nordjylland, Østjylland och Vestjylland. Midtjylland och Sydjylland är lite yngre begrepp. Det mesta av Midtjylland var historiskt och kulturellt en del av Vestjylland. I motsättning till Sønderjyllands gränser är gränserna mellan de nordjutska regionerna inte fasta.

## Namnets ursprung
Jutland är en äldre svensk benämning på Jylland och på äldre danska hette Jylland Iutland, vilket betyder "jutarnas land". Den första delen av ordet kommer från äldre danska iuthær, motsvarande fornnordiska jótar. Det är möjligtvis samma ord som fornnordiska ýtar "män". Den grekiske geografen Klaudios Ptolemaios kallade Jylland Kimbrikē chersonēsos, det vill säga Cimbrernas halvö. En annan uppfattning är att greken Ptolemaios kan ha missförstått sin latinska källa, och att originalet i stället nämner en bukt.
På latin heter Jylland Jutlandia.

## Landskap
Det jutska landskapet är präglat av de omgivande haven och Ussings israndslinje, eller "huvudstilleståndslinjen". Härmed betecknas den linje till vilken isen nådde under den senaste istiden. Linjen går, från söder, norrut upp genom mitten av Jylland och vänder därefter mot väst omkring Viborg.
Området väster om Ussings israndslinje är utjämnat av smältvattnet från isen och är därför överlag sett mycket flackt med sandiga hedslätter, ett sandurlandskap från Weichsel) och kullar (bakkeöar, rester av moräner från den näst senaste nedisningen,  Chibatiden, som vanligtvis jämnats ut av jordflytning och frostsprängning). Området öster och norr om isranden är däremot präglat av moränavlagringar från Weichsel och är mycket kuperat. Nordjylland är dessutom präglat av en tredje landskapstyp, havsband med plana kustslätter.
Ned genom mitten av Jylland lite öster om isranden går den jutska högryggen (den Jyske højderyg), en nord-sydlig höjdrygg med högsta "toppar" Yding Skovhøj, Ejer Bavnehøj och Himmelbjerget.
Under tider av sträng vinterkyla är området stundom drabbat av svår nattfrost (under 20 minusgrader), vilket är ovanligt på andra håll i Danmark. Vårvärme kan uppträda tidigt i de sydligaste delarna, när kontinenten är uppvärmd och vinden sydlig. Bokar slår vanligen ut nästan en hel månad tidigare där än till exempel på Österlen.
Väster om Jylland ligger de danska Vadehavsöarna och Nordfrisiska öarna.